# 김은부
김은부(金殷傅, ?~1017년 6월 11일(음력 5월 15일))는 고려 전기의 문신이자 외척으로 현종의 장인이자, 정치가이다. 현종의 비 원성왕후, 원혜왕후, 원평왕후의 친정아버지이며, 외손자 문종의 장인인 이자연은 그의 처조카였다.
출가하여 승려가 된 아들 김난원은 외조카인 대각국사 의천의 스승이기도 했다. 본관은 안산(安山)이다.

## 생애
김은부는 신라왕실의 후손이었다. 신라의 왕족인 김긍필의 아들로, 수주(水州) 안산현(安山縣)에서 태어났다.
공주절도사로 있을 때 현종이 요나라(거란)의 침입을 피하여 공주(公州)로 오자 예를 갖추어 극진한 영접을 하였고, 요나라군이 물러가고 현종이 파산역(巴山驛)에서 돌아올 때에 딸을 바쳐 현종의 원성왕후가 되었다. 원혜왕후·원평왕후도 모두 그의 딸이다. 그 후 형부시랑(形部侍郞)이 되었고 요나라에 사신으로도 다녀왔으며, 지중추사·호부상서에 승진하고 중추원사·상장군이 되었다.
1017년(현종 8)에 죽자 안평(安平)이라는 시호를 받았고, 왕후의 부친이라 하여 추충수절창국공신(推忠守節昌國功臣)·개부의동삼사(開府儀同三司)·수사공(守司空)·상주국(上柱國)·안산현개국후(安山縣開國侯)·식읍(食邑) 1천호에 추증되었고, 처는 안산군대부인(安山郡大夫人)으로 봉해졌으며, 부친 김긍필(金兢弼)은 좌복야(左僕射)·상주국·안산현개국후·식읍 1천 5백호, 모친은 안산군대부인, 장인 이허겸(李許謙)은 좌복야·상주국·소성현개국후(邵城縣開國侯)·식읍 1천 5백호에 추증되었다.

## 기타
그는 고려 왕실과 이중의 인척관계를 형성한다. 덕종, 정종, 문종, 정간왕은 그의 외손자들이면서, 동시에 덕종, 정종 형제와 문종, 추존왕 정간왕 형제는 이종사촌간이었다. 또한 외손자 문종(그의 딸 원혜왕후 소생)의 정비 인평왕후는 현종과 김은부의 딸 원성왕후의 소생으로 그의 외손녀가 된다.
문종의 제2비인 인예왕후(仁睿王后), 인경현비(仁敬賢妃), 인절현비 이씨(仁節賢妃)는 그의 처조카 이자연의 딸로 처종손뻘이 된다.

## 가계
- 아버지 : 김긍필(金兢弼)
- 어머니: 미상
  - 부인 : 안산군대부인(安山郡大夫人) 인천 이씨(仁川 李氏), 이허겸(李許謙)의 딸
    - 아들 : 김충찬(金忠贊, ? ~1036년)
    - 아들 : 김난원, 승려, 경덕국사(景德國師), 대각국사(大覺國師) 의천(義天 1055~1101)의 스승
    - 딸 : 원성왕후(元成王后, ? ~1028), 현종(顯宗, 992~1031 재위:1009~1031)의 비
      - 외손자 : 덕종(德宗, 1016~1034)재위:1031~1034)
      - 외손자 : 정종(靖宗, 1018~1046) 재위:1034~1046)

    - 딸 : 원혜왕후(元惠王后, ? ~1022)
      - 외손자 : 문종(文宗, 1019~1083 재위:1046~1083)
      - 외손자 : 정간왕(靖簡王, 1021~1069)[5]

    - 딸 : 원평왕후(元平王后, ? ~1028)
    - 사위 : 현종(顯宗, 992~1031 재위:1009~1031)

  - 장인 : 이허겸(李許謙)
    - 처남 : 이한(李翰, 중추부사 이부시랑(中樞副使 吏部侍郞))
      - 처조카 : 이자연(李子淵, 1003~1061) 고려 문종(文宗, 1019~1083 재위:1046~1083)의 장인이며 이자겸의 조부

    - 처남 : 이눌(李訥, 대장군(大將軍))
    - 처남 : 이진(李玲, 벼슬은 좌복야(左僕射))

## 관련 전기 자료
- 《고려사》 권94, 〈열전〉7, 김은부

## 김은부가 등장한 작품
- 《천추태후》(KBS, 2009년~2009년, 배우 : 황범식)
- 《고려 거란 전쟁》 (KBS, 2023년~2024년, 배우 : 조승연)

## 같이 보기
| - 고려 현종 - 원성왕후 - 원혜왕후 - 원평왕후 - 의천 - 김개 - 고려 덕종 - 고려 정종 - 고려 문종 | - 이자연 - 이허겸 - 이자겸 - 이한 - 인평왕후 |